# Вейр, Рудольф
Рудольф Риттер фон Вейр (нем. Rudolf Ritter von Weyr; 22 марта 1847[…], Вена — 30 октября 1914[…], Вена) — австрийский скульптор.

## Жизнь и творчество
После окончания своего обучения у скульпторов Франца Бауэра и Йозефа Цезара молодой Рудольф фон Вейр некоторое время работает в мастерской последнего. Начиная с 1880-х годов он, уже будучи самостоятельным мастером, создаёт скульптурное оформление для зданий новопроложенной венской Рингштрасе. 
Рудольф фон Вейр был членом Венского академического сообщества скульпторов «Олимпия» и профессором Венского политехнического института.
Рудольф фон Вейр являлся представителем стиля необарокко в скульптуре и одним из значительных представителей венской школы скульптуры конца XIX столетия («эпоха Рингштрассе»). Он был дядей австрийского графика Зигфрида Вейра.
Похоронен на венском Дёблингском кладбище.

## Избранные работы
- 1889: Памятник Францу Грильпарцеру, совместно с Карлом Кундманом
- 1890: Рельефные фигуры на куполе Художественно-исторического музея Вены[7]
- 1895: Источник «Власть моря», венский Хофбург
- 1895: Рельеф Василия Левского на его памятнике в Софии
- 1906: Рельефы собора св. Петра, Вена.
- 1907: Источник в Дечине, Чехия
- 1908: Памятник Иоганнесу Брамсу[7]

## Галерея

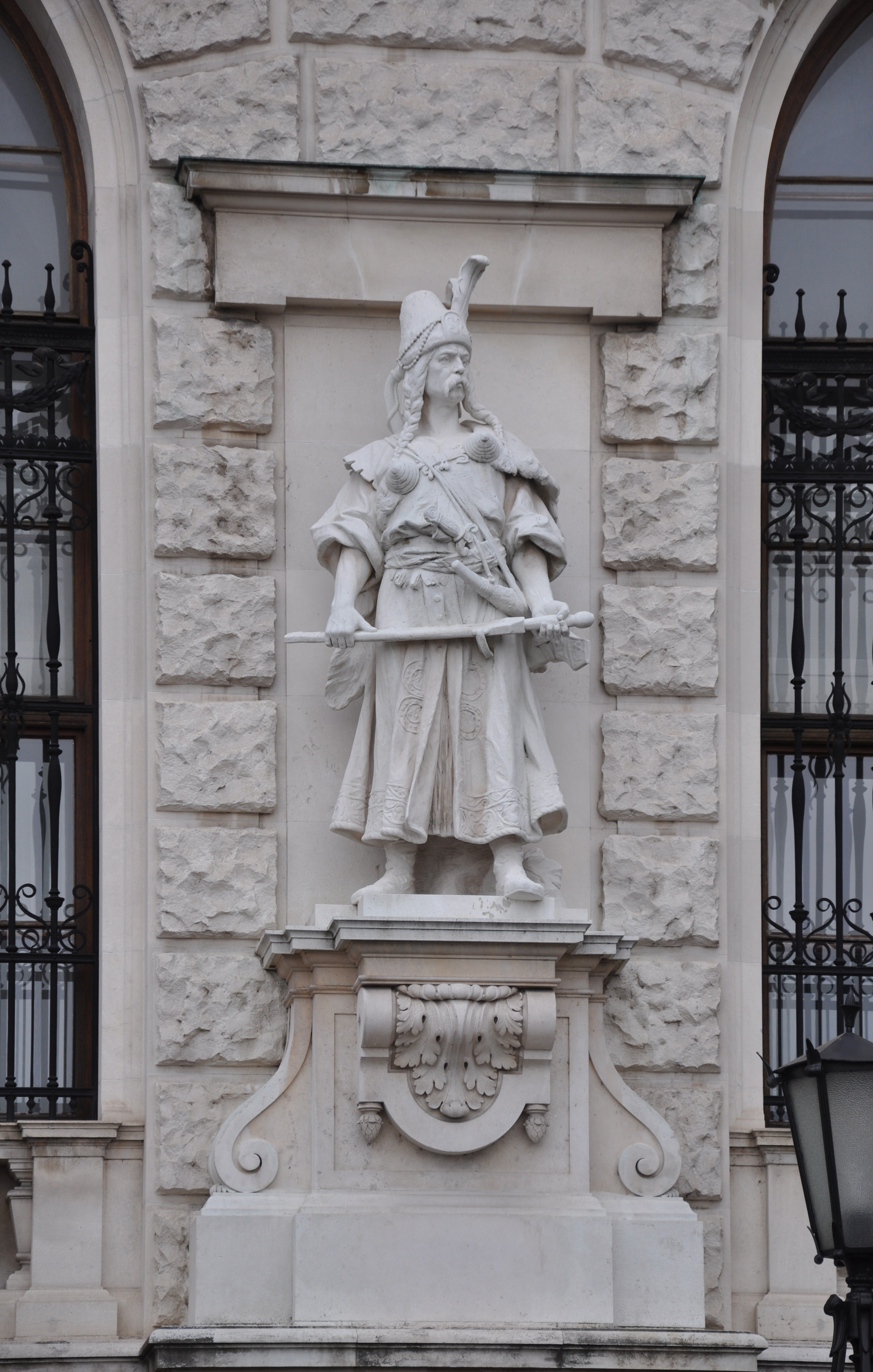
Статуя венгра, Нойбург, Вена
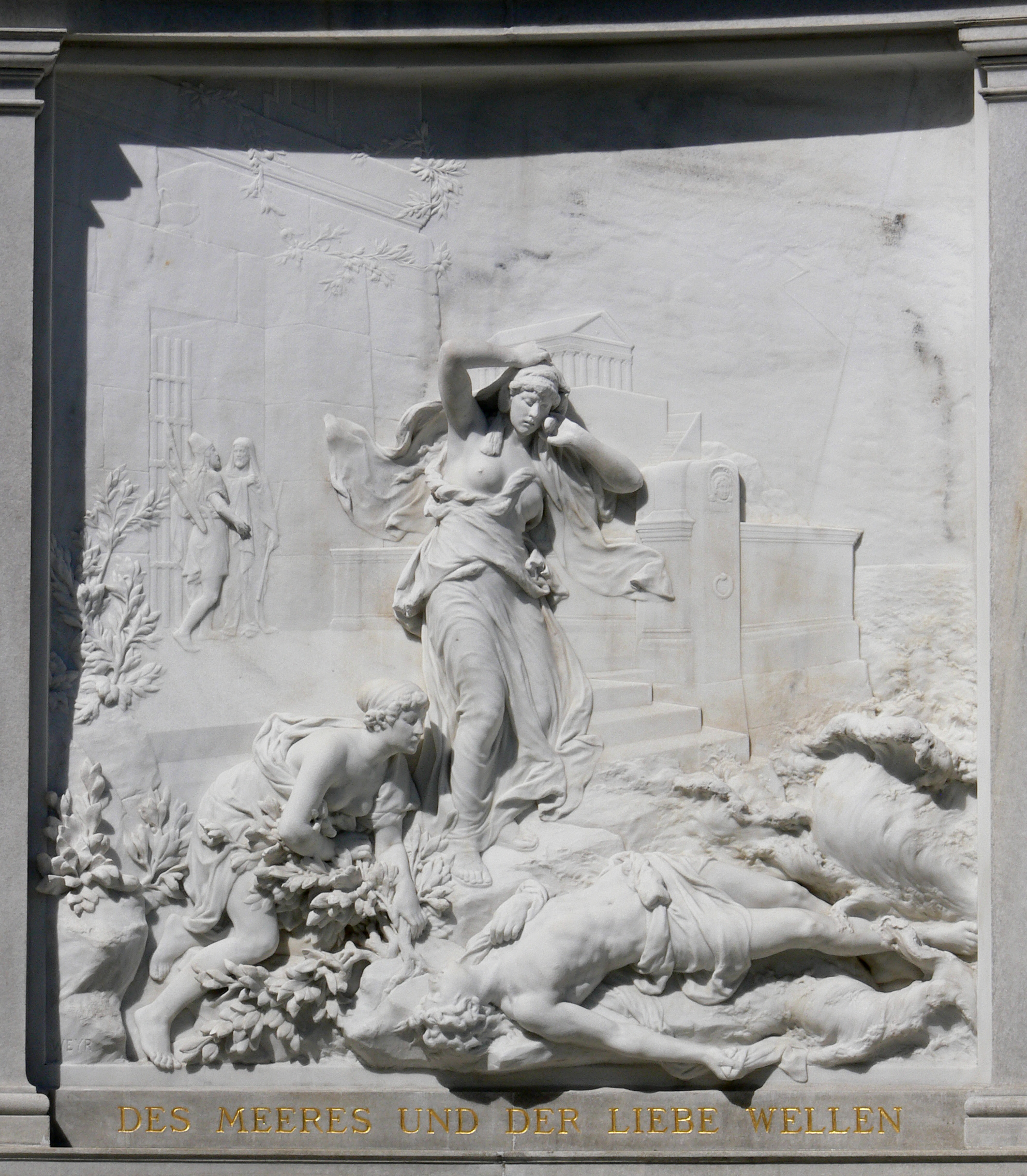
Море и волны любви. Рельеф памятника Ф.Грильпарцеру
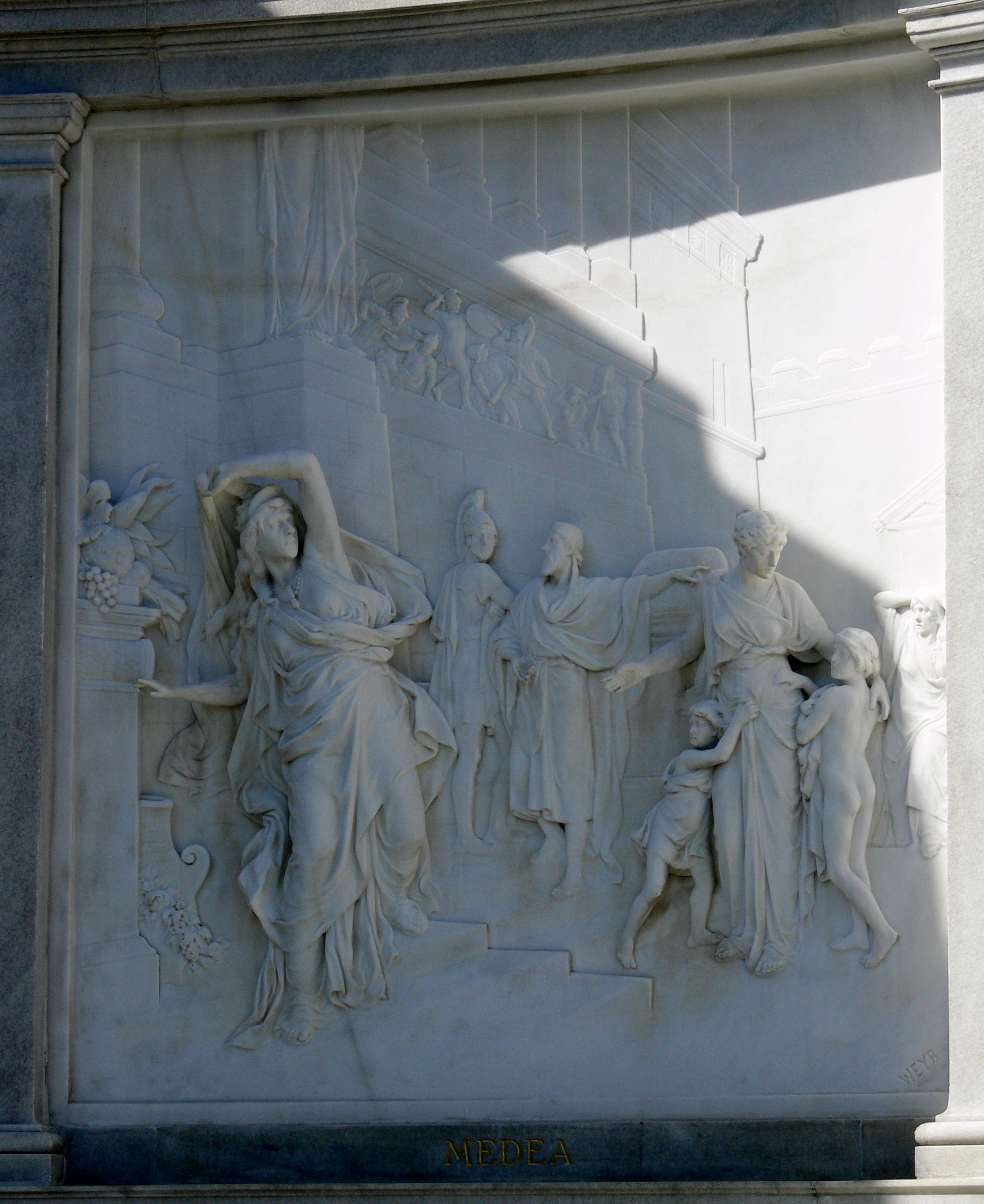
Медея. Рельеф памятника Ф.Грильпарцеру
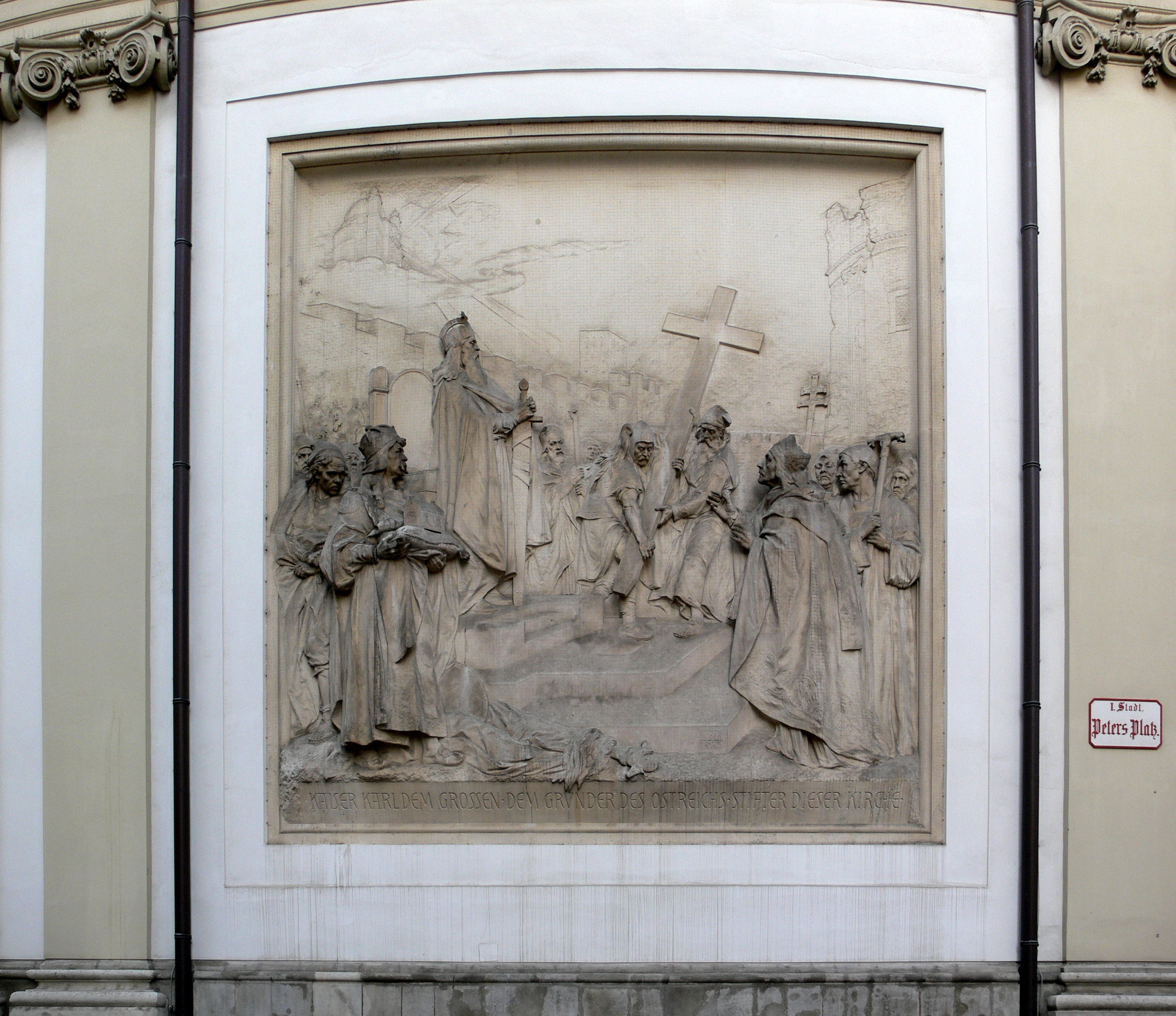
Рельеф с изображением Карла Великого собора св. Петра, Вена